# Club Deportivo Universitario
Maillots
Dernière mise à jour : 16 décembre 2024.
Le Club Deportivo Universitario est un club de football panaméen fondé en 1953 et basé dans le quartier de Chorrillo (es)  à Ciudad de Panamá.

## Historique
Le Chorrillo Fútbol Club, est créé, à l'origine, vers 1953 dans le quartier très peuplé de Chorrillo (es). Recréé en 1974 pour empêcher les jeunes de se livrer à des activités criminelles, il participe dans les années 1890 à la ligue de district de football de Panama et puis au championnat national à partir de 1984. Il a essayé de participer au tournoi Concacaf de 1984, mais pour des raisons économiques, il n'y a pas participé.
Deuxième du tournoi d'ouverture 2009, le Chorrillo FC remporte son premier titre national à l'issue du tournoi d'ouverture 2011, ce qui lui permet de participer à la Ligue des champions de la CONCACAF 2012-2013.

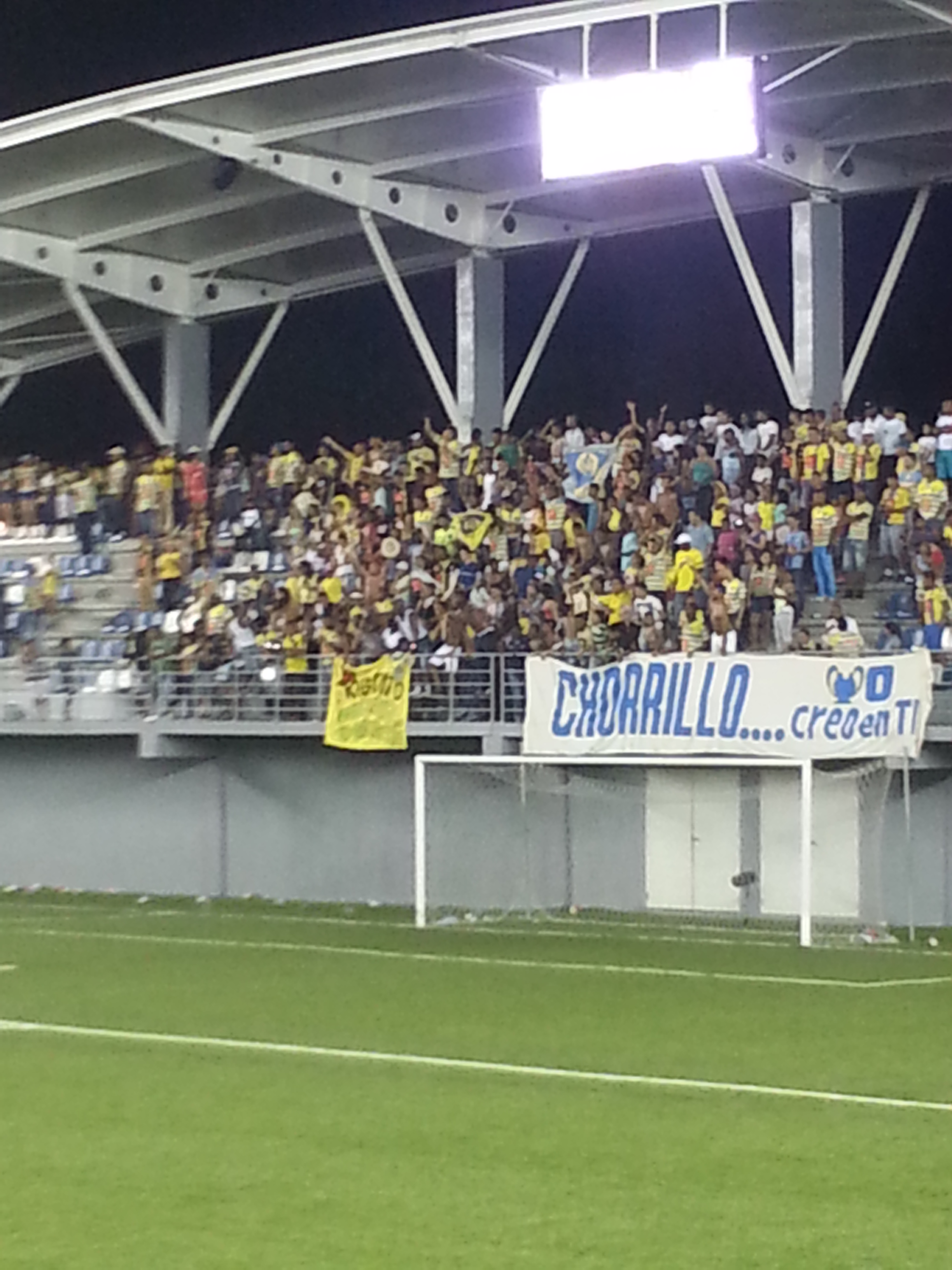
Supporters du Chorrillo FC au stade Maracaná de Panama City.

En juin 2018, il fusionne avec le CD Centenario (es) et l'Université Latine (es) en prenant le nom de Club Deportivo Universitario. Cette nouvelle équipe représente la province de Coclé dans le championnat du Panama de football.